# Kościół Wszystkich Świętych w Iwoniczu
Kościół Wszystkich Świętych – rzymskokatolicka świątynia w Iwoniczu, siedziba dekanatu Rymanów i parafii pod tym samym wezwaniem.
Kościół włączono do podkarpackiego Szlaku Architektury Drewnianej.

## Historia
Kościół wzniesiono w 1464 roku na zlecenie dziedzica Marcina Iwanieckiego, budowę ufundował Kazimierz Jagiellończyk. Około 1565 budynek przemianowano na zbór protestancki, który początku ponownie przekazano katolikom. XVII Podczas Oktawy Bożego Ciała w 1624 roku na budynek napadli Tatarzy. Spalili oni większość wsi wraz z plebanią, a wyposażenie kościoła zostało w całości obrabowane. Kościół ponownie splądrowano w 1657 roku podczas najazdu Kozaków i wojsk Franciszka I Rakoczego. Około 1756 roku budowlę przebudowano w stylu barokowym. W 1883 roku proboszcz parafii, ks. Antoni Podgórski wzniósł parterowy budynek klasztoru i kaplicę dla sióstr Felicjanek, a rok później przystąpił do rozbudowy kościoła. Przedłużono nawę, dobudowano wieżę i trzy kaplice. W 1900 roku wzniesiono nowy, murowany klasztor. Podczas I wojny światowej, 27 września 1914, wojska austriackie podpaliły kościół. Pożar ugasili mieszkańcy wsi. Rok później, 8 maja, w Iwoniczu spotkały się artylerie Niemców i Rosjan. Rosjanie uszkodzili kościół przebijając ścianę w kaplicy Matki Bożej Bolesnej oraz jedną ze ścian nawy. 16 kwietnia 1917 Austriacy zrabowali kościelny dzwon oraz cynowe piszczałki organowe. Świątynię wyremontowano w 1927 roku. 1 września 1939 ukończono budowę nowej plebanii. W 1941 Niemcy zrabowali z kościoła dwa kolejne dzwony. 16 i 17 maja 1964 obchodzono 500-lecie konsekracji kościoła, by uczcić jubileusz odlano nowe dzwony. W latach 80. XX wieku wymieniono dach, a w 1995 roku wyremontowano wnętrze zakrystii.

## Architektura
Świątynia barokowa, jednonawowa, wzniesiona z drewna. Oryginalna, gotycka konstrukcja kościoła jest do dziś czytelna. Od zachodu do kościoła dostawiona jest wieża o rzucie zbliżonym do kwadratu, która mieści kruchtę. Dach zdobi niewielka sygnaturka. Na emporze zainstalowano 24-głosowe organy.

## Dzwonnica
Na południowy zachód od kościoła znajduje się drewniana dzwonnica parawanowa z czterema dzwonami, w tym trzema odlanymi w 1964 roku. Dzwonnicę wzniesiono w 1984 roku, budowę częściowo opłaciła Polonia w Stanach Zjednoczonych. 

### Dane dzwonów
| Imię       | Waga (kg) | Ton uderzeniowy | Inskrypcje |
| ---------- | --------- | --------------- | --- |
| Franciszek | 100       | d''             | Kto się w opiekę poda Panu swemu |
| Erazm      | 200       | ais'(+)         | Przed oczy Twoje winy nasze składamy |
| Jan        | 370       | a'              | Na pamiątkę 1000-lecia Chrztu Polski, 500-lecia konsekracji kościoła i II Soboru Watykańskiego powołały nas do życia szlachetne i ofiarne serce parafian iwonickich staraniem ks. proboszcza Erazma Skórnickiego roku Pańskiego 1964 Boże w dobroci nigdy nieprzebrany |

## Galeria

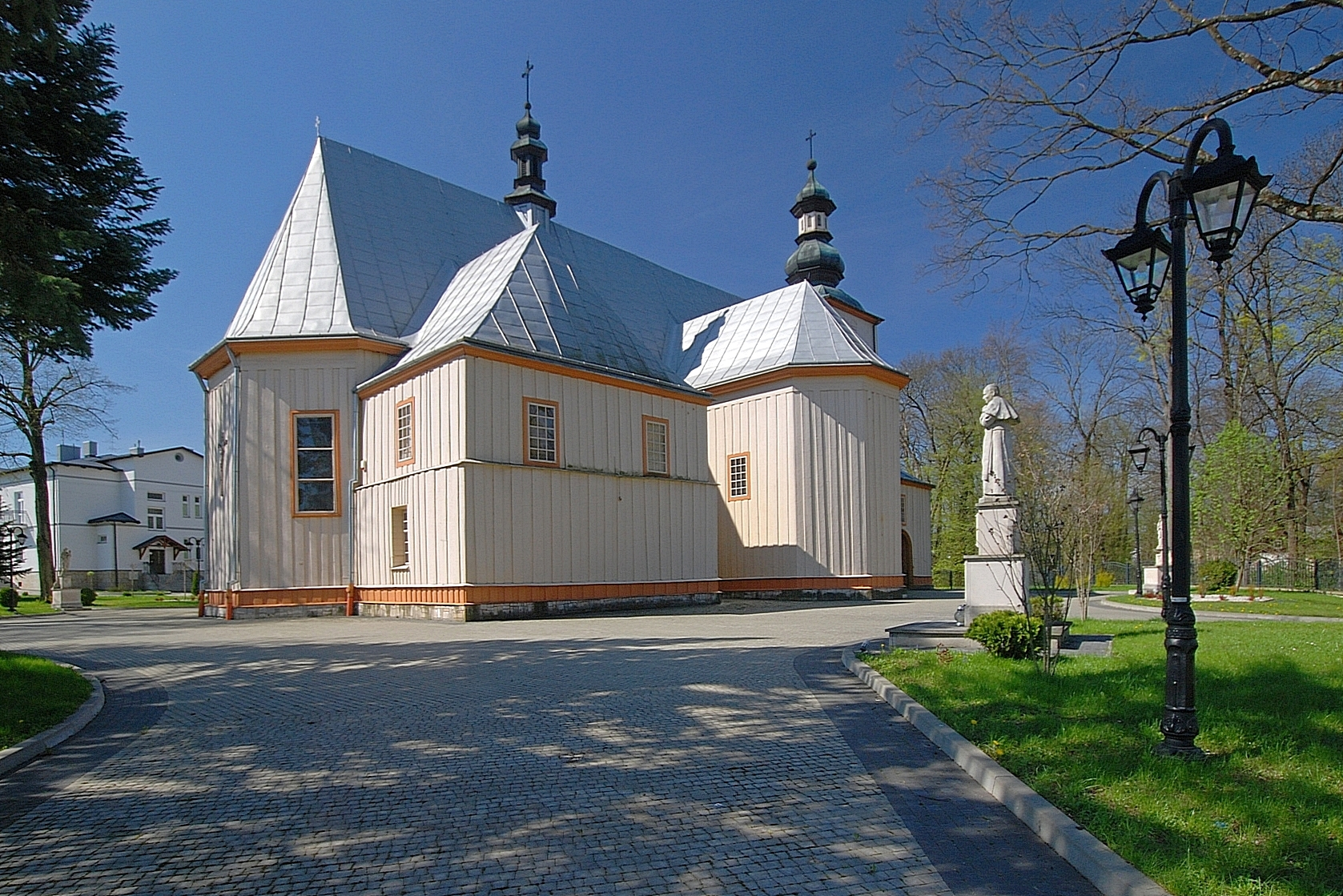
Widok od strony prezbiterium
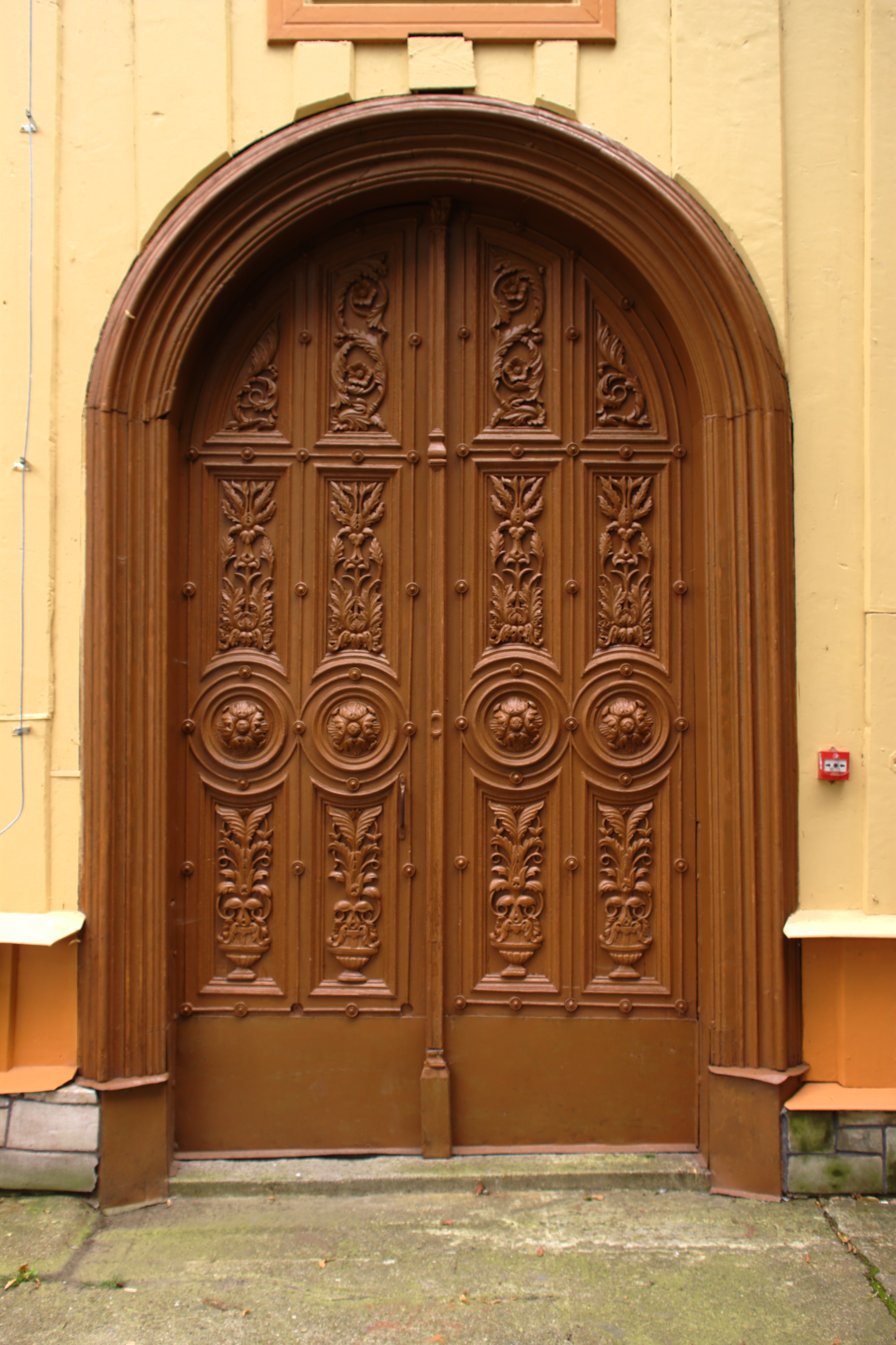
Wejście
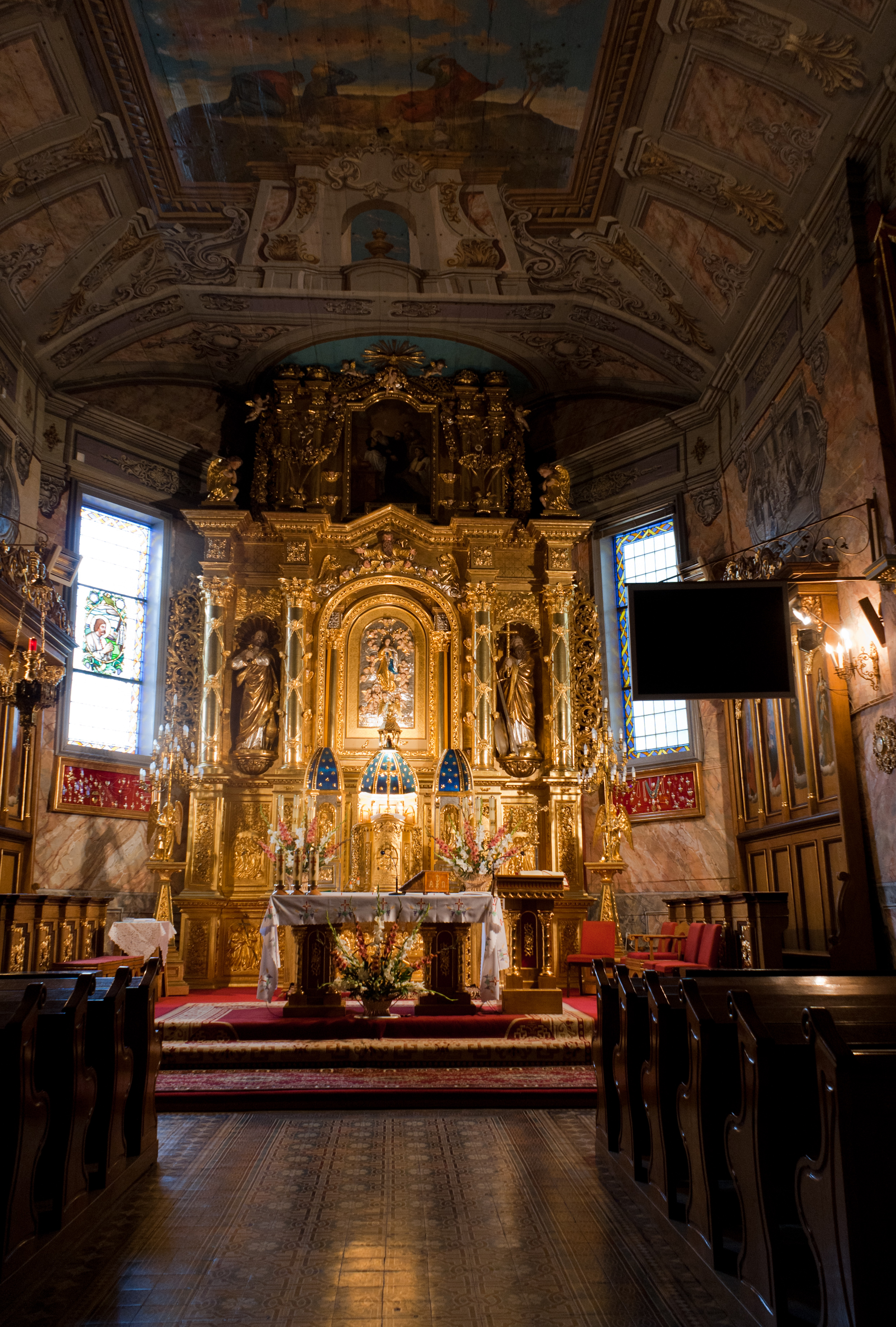
Wnętrze
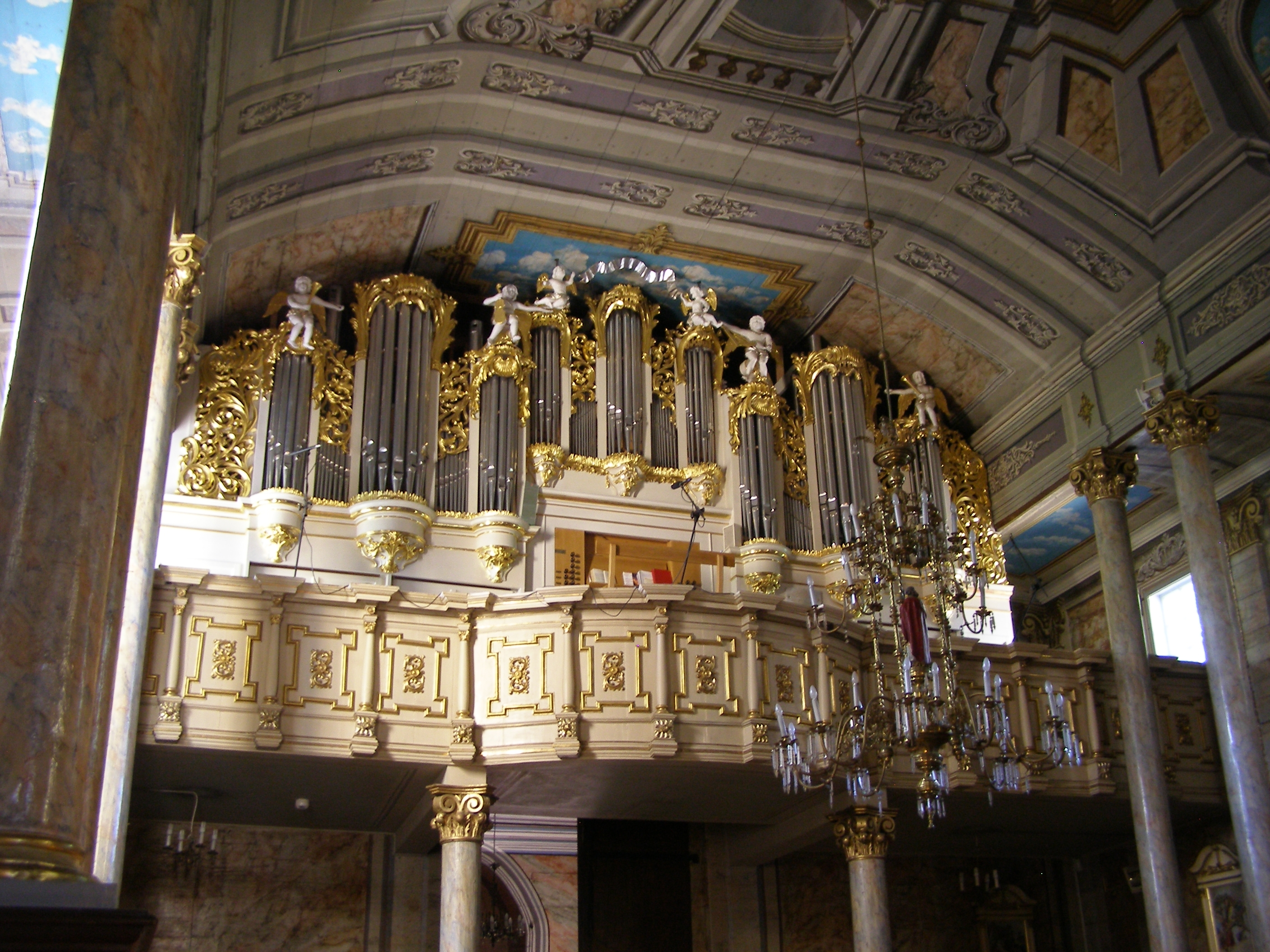
Organy i empora
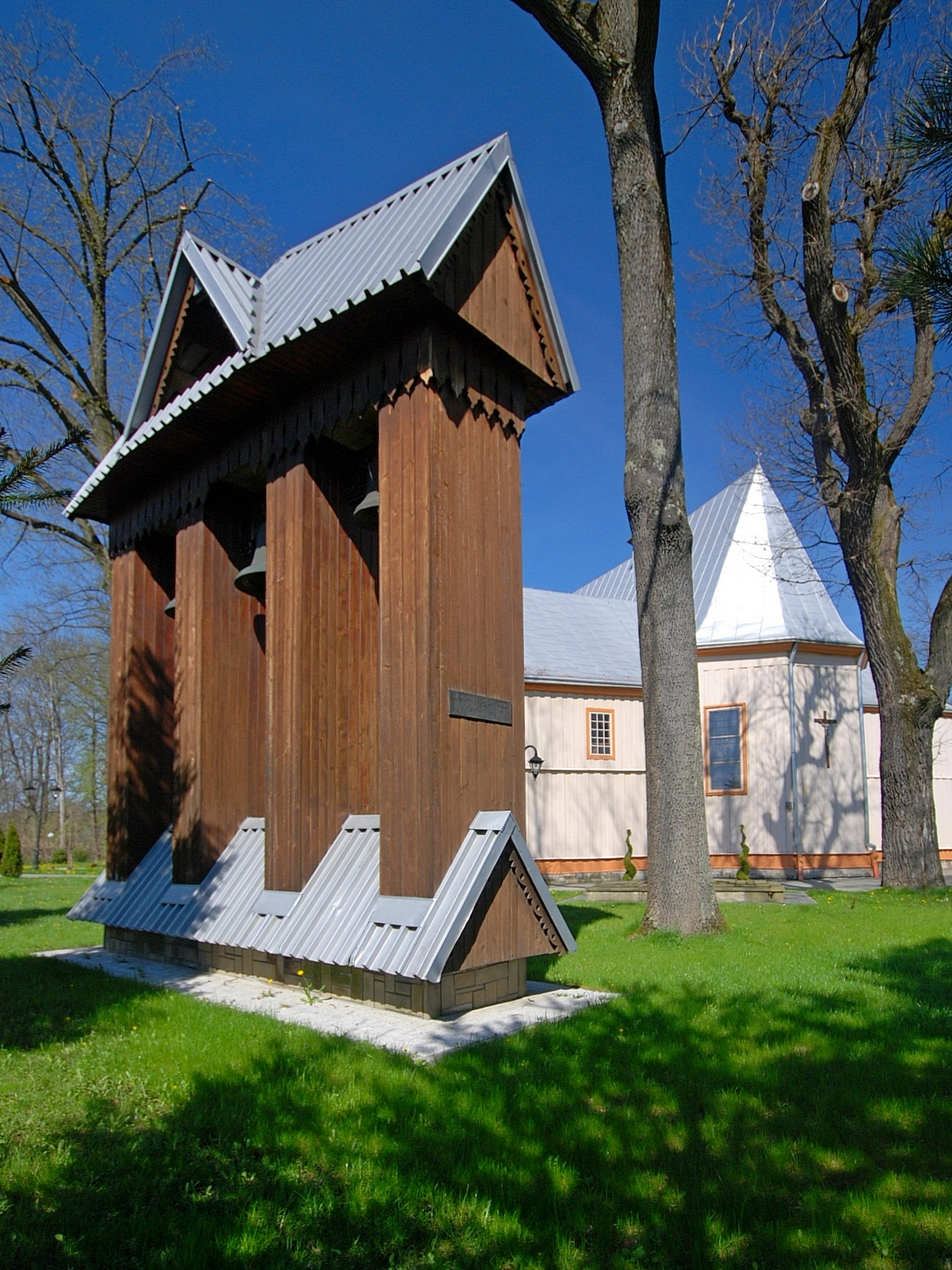
Dzwonnica